# 片山慎三
片山 慎三（かたやま しんぞう、1981年2月7日 - ）は、日本の映画監督・脚本家。
大阪府豊中市出身。中村幻児監督主催の映像塾を卒業。日本人唯一のポン・ジュノ作品の助監督を務め、2019年公開の『岬の兄妹』で映画監督としてデビュー。

## 略歴・人物
高校卒業後上京し、映像系の専門学校に通い10代の終わりからテレビの現場に入り、04年頃から助監督を経験する。07年頃に韓国人の後輩ジョン・ヒジリより「今度、ポン・ジュノ監督が東京で短編を撮るらしいですよ。片山さん、助監督やりませんか？」と誘われ、『TOKYO！』（『シェイキング東京』）でポン・ジュノ組に参加する。『シェイキング東京』の現場でのポン・ジュノ監督の映画に対する姿勢に感銘を受け、もっとこの監督のもとで学びたいと思い、ノーギャラで良いからと頼み込み『母なる証明』にも助監督して参加する。

## 作品

### 映画

#### 監督作品
- 岬の兄妹（劇場公開映画　2019年、プレシディオ） - 監督・製作・プロデューサー・編集・脚本
- ROCK'NROLL（「『カラダカルピス』 500 メカニズム映画祭」特別映像　2019年、アサヒ飲料） - 監督
- そこにいた男（劇場公開映画　2020年、CRG） - 監督
- さがす（劇場公開映画　2022年、アスミック・エース） - 監督・脚本
- 探偵マリコの生涯で一番悲惨な日（劇場公開映画　2023年、東映ビデオ）- 監督を内田英治と分業[1]
- 雨の中の慾情（劇場公開映画　2024年、カルチュア・パブリッシャーズ） - 監督・脚本

#### 助監督作品
- Little DJ〜小さな恋の物語（2007年、デスペラード） - 助監督
- TOKYO！（ポン・ジュノ監督パート『シェイキング東京』）（2008年、ビターズ・エンド） - 助監督
- 花より男子ファイナル（2008年、東宝） - 助監督
- 母なる証明（2009年、CJエンタテインメント） - 助監督
- 山形スクリーム（2009年、ギャガ） - 助監督
- マイ・バック・ページ（2011年、アスミック・エース） - 助監督
- Paper Flower（2011年、Toy Gun Films） - 助監督
- 僕たちのアフタースクール（2011年、ユニバーサル・ミュージック） - 助監督
- 苦役列車（2012年、東映） - 助監督
- ヨコハマ物語（2013年、オフィスキタ） - 助監督
- はなちゃんのみそ汁（2015年、東京テアトル） - 助監督
- 味園ユニバース（2015年、ギャガ） - 助監督
- 田沼旅館の奇跡（2015年、KATSU-do） - 助監督
- 全裸監督（2019年、Netflix） - 助監督

### テレビドラマ
- アカギ（第7話 2015年、BSスカパー!） - 監督
- さまよう刃（2021年5月、WOWOW） - 監督

### 配信ドラマ
- ガンニバル（2022年、Disney+） - 監督
- ガス人間 (未発表、Netflix) - 監督[2]

### アニメ
- シックスハートプリンセス（2016年、東京MX） - 脚本（5話、6話、7話）
- ニンゲン、シッカク（2017年、太宰ミュージアム） - 監督

## 受賞歴
- SKIPシティ国際Dシネマ映画祭2018 国内コンペティション最優秀作品賞、観客賞（『岬の兄妹』）
- 第29回日本映画批評家大賞 新人監督賞（2019年、『岬の兄妹』
- 日本映画監督協会新人賞（2021年、『さがす』）
- 第47回報知映画賞 監督賞（2022年、『さがす』）
- 第14回TAMA映画賞 最優秀新進監督賞（2022年、『さがす』）[3]